# Hypselodoris infucata
Hypselodoris infucata is een zeenaaktslak die behoort tot de familie van de Chromodorididae. Deze slak leeft in de Indische Oceaan, in het zuidoosten van de Middellandse Zee, nabij het Suezkanaal en in de Rode Zee. Deze soort wordt soms verward met de Hypselodoris kanga en de Hypselodoris maculosa.
Kenmerkend voor deze slak is het grijsblauw gekleurde lichaam waarop heel donkere puntjes en een oranje bolletjes patroon zijn terug te vinden. De kieuwen en de rinoforen zijn opvallend rood. Ze wordt, als ze volwassen is, zo'n 5 tot 7 cm lang. Ze voeden zich voornamelijk met sponzen en kleine organismen.